# Alfred Heinrich (Autor)

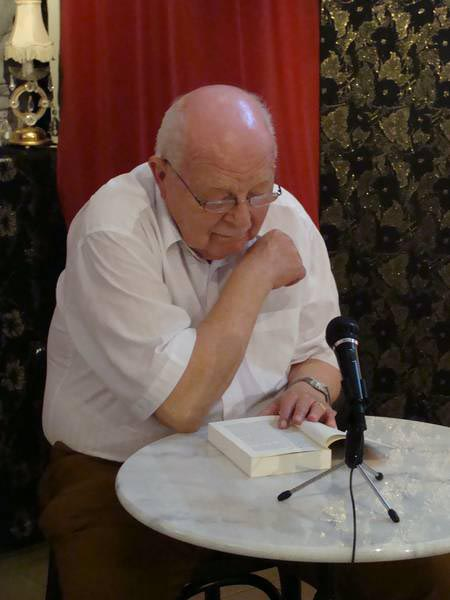
Alfred Heinrich (2009)

Alfred Heinrich (* 14. Juni 1930 in Wien; † 2. Juli 2016 ebenda) war ein österreichischer satirischer Publizist, vor allem Kabarettautor, Journalist und Buchautor.

## Leben

### Allgemein
Nach 6 Klassen Humanistisches Gymnasium, Schulabbruch, dann Schriftsetzerlehre, Maschinensetzer, Korrektor, Arbeitsvorbereiter. Seit 1961 verheiratet mit Ingrid Renauer. Töchter Elisabeth, Evelyn, Doris. Seit 1950 schrieb Alfred Heinrich auch Beiträge für Zeitungen, Zeitschriften, Kabaretts, Radio und Fernsehen. 1984 bis 1997 war er Kurator der evang.-reformierten Gemeinde Wien-West, 1987 bis 1996 Bezirksrat in Wien-Penzing.

### Publizistische Tätigkeit
Heinrich schrieb seit 1953 mit Walter Pissecker Texte für AK-Belangsendungen. 1964 gründete er mit Adi Pocta das Kabarett Die Giftzwerge, für das er seither viele Beiträge verfasste, und 1977 die „Penzinger Vereinigung für Kultur und Freizeit“. Er schrieb auch Texte für die Fernsehsendung Seinerzeit. 1980 „entdeckte“ ihn Gerhard Bronner für die zeitsatirische Kabarettsendung Der Guglhupf (später von Lore Krainer geleitet) für die Heinrich 30 Jahre lang (zeitweise unter dem Pseudonym Penzinger) den Großteil der Texte schrieb. Ebenso Doppelconférencen für Gerhard Bronner und Peter Wehle im Cabaret Die Fledermaus, auch das Programm „Die neuen Besen und der Dauerbronner“, Texte für die Salzburger satirische Zeitschrift Watzmann und Sylvia Neshers „Schwarzes Theater Domino“ und die Kolumne „Nichts für ungut“ in der Zeitschrift Die ganze Woche.
Er wurde am Baumgartner Friedhof bestattet.

## Bücher, CD
- Der eingefrorene Hofrat – Anmerkungen zum Zeitgeschehen. Mit einem Vorwort von Gerhard Bronner. Edition Va bene, Wien/Klosterneuburg 2004, ISBN 3-85167-172-4, S. 224.
- Im Anfang war der Markt – Eine nicht tierisch ernste Geschichte über ein ernstes Thema. Edition Volkshochschule, Wien 2006, ISBN 3-900799-71-7, S. 111 (Karikaturen von Alfred Kohlbacher).
- Und ewig raunzen die Wiener – eine etwas andere Stadtgeschichte. Edition Va bene (Geschichte), Wien/Klosterneuburg 2009, ISBN 978-3-85167-229-9, S. 312 (Rezension [PDF; 160 kB] aus dem Kirchenblatt 4/2009 der Zwinglikirche Wien-West).
- Hitlers Weltbild – Vom Sinnenwahn des Wahnsinns. Edition Va bene, Wien/Klosterneuburg 2010, ISBN 978-3-85167-240-4, S. 136 (Karikaturen von Alfred Kohlbacher).
- Nach Babylon und retour – Eine historische Utopie. Edition Va bene, Wien/Klosterneuburg 2014, ISBN 978-3-85167-282-4, S. 231.
- Travnicek Junior CD (gesprochen von Gerhard Bronner und Martin Zauner) – Preiser Records, 1995

## Ehrungen
- Viktor-Adler-Plakette, 1996
- Silbernes Ehrenzeichen für Verdienste um das Land Wien, 1997
- Goldenes Ehrenzeichen für Verdienste um die Republik Österreich, 2010